# Rudolf Zießler
Rudolf Werner Zießler (* 7. August 1934 in Morgenröthe-Rautenkranz, Vogtland; † 17. Dezember 2015 in Neudietendorf) war ein deutscher Kunsthistoriker und Denkmalpfleger, von 1991 bis 1999 tätig als Landeskonservator von Thüringen.

## Leben und Wirken
Rudolf Zießler studierte nach dem Abitur Kunstgeschichte an der Universität Greifswald. Er schloss das Studium 1957 mit einer Diplomarbeit über Bettelordenskirchen in Sachsen ab. Seit 1958 war er ununterbrochen in der Denkmalpflege tätig, zunächst in der Arbeitsstelle Dresden des Instituts für Denkmalpflege der DDR. 1963 folgte er einem Ruf an die neu gegründete Arbeitsstelle Erfurt des Instituts für Denkmalpflege. Dieses war quasi die Vorgängerinstitution des heutigen Bereiches Bau- und Kunstdenkmalpflege des Thüringischen Landesamts für Denkmalpflege und Archäologie. Zießler wurde Leiter der Abteilung Forschung. Gemeinsam mit dem Chefkonservator Hans Schoder, dessen Stellvertreter er später wurde, baute er eine moderne Fachinstitution für die Bezirke Erfurt, Gera und Suhl auf – das Territorium des heutigen Freistaates Thüringen. 1976 wurde Zießler zum Hauptkonservator ernannt. Im Mai 1990 wurde Zießler Chefkonservator, seit Juli 1991 dann Landeskonservator Thüringens. Ihm kam nun die Aufgabe der Reorganisation der bisherigen Denkmalfachbehörde zum Thüringischen Landesamt für Denkmalpflege und Archäologie zu. 1992 konnte dieses eigene Dienstgebäude beziehen, die frühere Artillerie-Kaserne B und die Neue Hauptwache der Zitadelle Petersberg in Erfurt.
Zießlers wissenschaftliche Verdienste wurden 1995 mit einer Honorarprofessur am Lehrstuhl für Kunstgeschichte der Universität Jena gewürdigt. 1998 konnte Zießler in Erfurt noch die Jahrestagung der Vereinigung der Landesdenkmalpfleger in Deutschland ausrichten. Diese stand unter dem Motto „Denkmalpflege und landesherrschaftliche Architektur“. Am 31. August 1999 trat Zießler in den Ruhestand.
Das Landesamt für Denkmalpflege schrieb rückblickend: „Nicht zuletzt Zießlers Pragmatismus ist zu verdanken, dass der thüringischen Denkmalpflege damals, trotz der begrenzten ökonomischen Möglichkeiten in der DDR herausragende denkmalpflegerische Leistungen gelangen“. Dazu gehörten die Restaurierungen von wertvollen Kircheninnenräumen, wie St. Andreas (Rudolstadt), Johanneskirche (Saalfeld), Marienkirche (Mühlhausen) und Stadtkirche St. Georg (Schmalkalden). Wichtige Partner waren die kirchlichen Bauämter, einschließlich von deren Möglichkeiten zur Beschaffung von Materialien, die nur gegen Devisen zu erhalten waren. Zießler, wie die anderen Mitarbeiter im Denkmalschutz in der DDR, mussten auf der anderen Seite ohne Einflussmöglichkeit miterleben, wie viele Dorfkirchen verfielen und in Erfurt, Gotha, Suhl und anderen thüringischen Städten ganze Innenstadtquartiere abgerissen und durch Plattenbauten ersetzt wurden.
Zießlers wissenschaftliche Leistung lag insbesondere in der Forschung zur Polychromie in der Architektur. Seine entsprechenden Ergebnisse legte er in zahlreichen Publikationen und Beiträgen vor, die auch international Anerkennung fanden. Die Wiederherstellung von Raumfassungen und Farbigkeiten in Schloss Wilhelmsburg (Schmalkalden), in Kloster Rohr, Kloster Veßra und insbesondere den Thüringer Residenz- und Lustschlössern profitierten von Zießlers Arbeiten.
Die politische Wende 1989/90 brachte völlig neue Möglichkeiten zum Erhalt und zur Restaurierung wertvoller Bauten auch in Thüringen, die von Zießler als Landeskonservator engagiert genutzt wurden. In seine Amtszeit fallen jedoch auch der Abriss der Weimarhalle von 1931 und der Teufelstalbrücke von 1938 sowie die Entscheidung zum Abriss des historischen „Inselgebäudes“ von 1893 des Erfurter Hauptbahnhofs.
In Würdigung von Zießlers Verdiensten wurde die „Rudolf-Zießler-Ehrennadel“ gestiftet. Sie wird an Bürger verliehen, die sich um den Denkmalschutz und die Denkmalpflege in besonderer Weise und mit bürgerschaftlichem Engagement verdient gemacht haben.
Zießler war verheiratet (Ehefrau: Christa-Maria) und ist Vater zweier Kinder (Elke und Marc).

## Publikationen
- Rudolf Zießler: Werkverzeichnis im Arbeitsheft 1/1994 des Thüringischen Landesamts für Denkmalpflege und Archäologie. Diese Übersicht enthält 50 Publikationen, zum größten Teil mit Zießler als federführendem Autor.

Wegen seiner kulturgeschichtlichen Bedeutung für Thüringen besonders genannt sei folgender Buchbeitrag:
- Rudolf Zießler: Bezirk Erfurt. Bezirk Gera. Bezirk Suhl. In: Schicksale deutscher Baudenkmale im Zweiten Weltkrieg. Eine Dokumentation der Schäden und Totalverluste auf dem Gebiet der DDR. Hrsg. Götz Eckardt. Henschelverlag, Berlin 1978. 2. Band.